# Torsten Goods

Torsten Goods am 25. November 2013 in der Jazz-Schmiede in Düsseldorf

Torsten Goods (* 25. Oktober 1980 in Düsseldorf als Torsten Gutknecht) ist ein deutscher Jazz-Gitarrist, -Sänger und -Komponist.

## Leben und Wirken
Goods, Sohn einer irischen Mutter und eines deutschen Vaters, begann seine musikalische Karriere im Alter von 14 in Erlangen. Zu seinen größten Vorbildern gehören George Benson, Biréli Lagrène, Wes Montgomery, Django Reinhardt, Stevie Wonder, Kenny Loggins und Freddie Mercury, die ihn musikalisch maßgeblich beeinflusst haben.
1998 kam Goods im Alter von 17 zum Jazz: inspiriert wurde er vom Gitarristen Peter O’Mara. Erste Workshops folgten im Sommer 1999 und 2000 mit Jim Hall und John Scofield in  New York City, USA. Im Jahr 2000 wurde er Mitglied im von Peter Herbolzheimer geleiteten Bundesjazzorchester.
Von 2001 bis 2003 erhielt er ein Stipendium, das ihm das Studium der Jazzgitarre an der New School University, New York City bei Vic Juris und Jack Wilkins ermöglichte. Während seines USA-Aufenthaltes spielte er mit Reverend Run (Run DMC), Seleno Clarke, einem guten Freund von George Benson, der Goods und Benson miteinander bekannt machte, sowie Les Paul, der ihm letztendlich den Künstlernamen Goods gab. Jamsessions mit Mike Stern, Biréli Lagrène und Jack Wilkins gehörten zu seinem New Yorker Alltag.
2005 war Goods einer der zehn weltweiten Semifinalisten in der „Thelonious Monk Jazz Guitar Competition“, zu der er als einziger Europäer nach Washington, D.C. eingeladen wurde.
Sein Debütalbum Manhattan Walls spielte Goods noch vor seinem Abitur ein: Tony Lakatos, Davide Petrocca, Guido May, Dejan Terzic, und Rick Keller unterstützten ihn 2001 bei den Aufnahmen. Seine zweite CD Steppin war 2004 für die vierteljährliche Bestenliste zum Preis der deutschen Schallplattenkritik nominiert. 2006 produzierte Goods sein erstes Album für ACT: Irish Heart, eine Hommage an die (nordirische) Heimat seiner Mutter, über das der Evening Standard schrieb: „Goods (...) has breakthrough talent galore. Inspired by George Benson, he sings winningly and plays the guitar superbly.“
Goods trat unter anderem 2007 auf den Leverkusener Jazztagen und 2008 auf der Jazzwoche Burghausen auf. Er ist auch auf Aufnahmen von Helen Schneider und von Andi Kissenbeck zu hören. Außerdem ist Goods Musical-Director in der Band der Sängerin Sarah Connor.

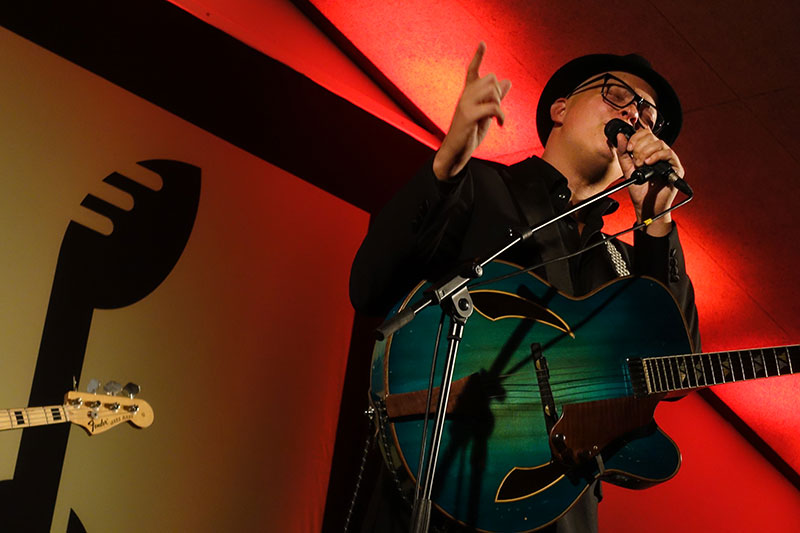
Torsten Goods (Jazzy Days, Dänemark 2016)

## Diskografische Hinweise
- 2001: Manhattan Walls
- 2004: Steppin
- 2005: Jazzy Christmas
- 2006: Irish Heart
- 2008: 1980
- 2013: Love Comes to Town
- 2015: Thank You Baby!
- 2023: Spinning Round (Single)
- 2023: Soul Searching